# Ancrage osseux
Pour les articles homonymes, voir Ancrage.
Un ancrage osseux permet d'assurer un ancrage maximal lors d'un traitement d’orthodontie.

## Systèmes d'ancrage osseux pour l'orthodontie: une étude systématique
Cette revue systématique a été réalisée pour étudier l'utilité et l'efficacité clinique des dispositifs d'ancrage osseux afin de déterminer le système d'ancrage osseux le plus efficace pour le déplacement orthodontique des dents. La littérature sur les dispositifs d'ancrage osseux a été sélectionnée dans PubMed et la Cochrane Library de janvier 1966 à juin 2010. 55 publications concernant les miniplaques, les mini-vis, les implants palatins et les implants dentaires comme ancrage orthodontique ont été identifiées pour une analyse plus approfondie. Tous les dispositifs d'ancrage osseux se sont avérés avoir des taux de réussite relativement élevés et ont démontré leur capacité à fournir un ancrage absolu pour le mouvement orthodontique des dents.